# Korfia
Korfia es un género de hongos en la familia Hemiphacidiaceae. Es un género monotípico que contiene la especie Korfia tsugae.